# 迈克·希尔
迈克尔·罗伯特·希尔（英語：Michael Robert Hill，1963年5月12日—）是前英国工党政治家，从2017年到2021年辞职，他一直担任哈特利浦选区的国会议员。

## 早年生活
希尔于1963年出生在兰开夏郡的海伍德。
他就读于萨瑟兰高中（1990年更名为海伍德社区高中），后来又获得了兰开斯特大学戏剧和英国文学学位。

## 政治生涯
希尔曾在当地政府图书馆工作，也是一名工会官员。在2017年当选为国会议员之前，他是UNISON Northern Region的政治官员和Labour North的副主席。